# AEW TBS Championship
El AEW TBS Championship (Campeonato TBS de AEW, en español) es un campeonato femenino de lucha libre profesional creado y utilizado por la compañía estadounidense All Elite Wrestling (AEW). Fue establecido el 6 de octubre de 2021, siendo el campeonato secundario de la división femenina de la empresa. Lleva el nombre de la cadena de televisión TBS, que comenzó a transmitir el programa insignia de AEW, Dynamite, el 5 de enero de 2022. La campeona actual es Mercedes Moné, quien se encuentra en su primer reinado.

## Historia
En marzo de 2020, All Elite Wrestling (AEW) estableció el Campeonato de Television Masculino AEW como un campeonato secundario para la división masculino, que lleva el nombre de la red de televisión TNT, propiedad de WarnerMedia. En mayo de 2021, se anunció que el programa insignia de AEW Dynamite, se trasladaría de TNT al canal hermano de la red, TBS, también propiedad de WarnerMedia, en enero de 2022, mientras que el otro programa principal de AEW Rampage, permanecería en TNT. A pesar de que Dynamite se mudó a TBS, el periodista de lucha libre Dave Meltzer informó que el Campeonato TNT no cambiaría de nombre. El ejecutivo y luchador de AEW, Cody Rhodes, también afirmó que no había planes para cambiar el nombre del campeonato y que no había planes para un Campeonato TBS separado para luchadores masculinos. Más tarde se informó que la promoción introduciría un campeonato femenino secundario y, en cambio, se llamaría Campeonato TBS.

### Torneo por el título

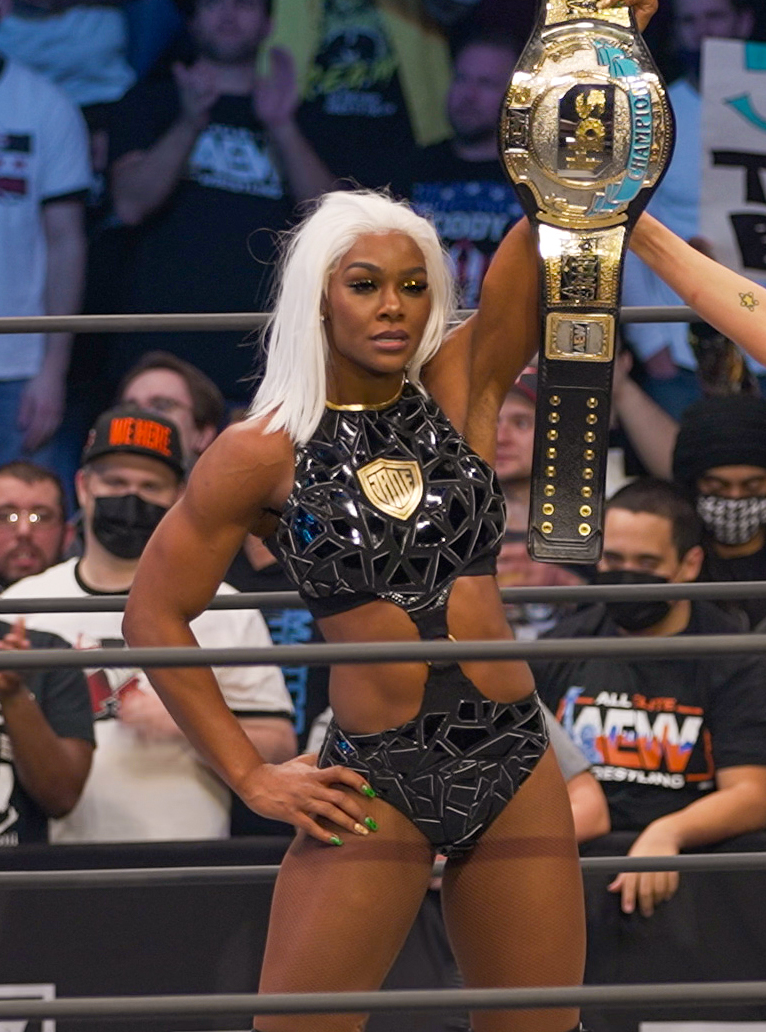
La campeona inaugural, Jade Cargill.

El 22 de octubre de 2021 en el episodio de Rampage, se revelaron las participantes del torneo inaugural del Campeonato TBS de AEW. Tony Khan anunció en Busted Open Radio que el torneo tendría un campo de 12 mujeres y cuatro de ellas recibirían una primera ronda.
|  | Primera ronda | Primera ronda |              |                 | Cuartos de finales | Cuartos de finales |  |              | Semifinales | Semifinales |  |              | Final | Final |  |
|  |               |               |              |                 |                    |                    |  |              |             |             |  |              |       |       |  |
|  |               |               |              |                 |                    |                    |  |              |             |             |  |              |       |       |  |
|  |               |               |              |                 |                    |                    |  |              |             |             |  |              |       |       |  |
|  |               |               |              |                 |                    |                    |  |              |             |             |  |              |       |       |  |
|  |               |               |              |                 |                    |                    |  |              |             |             |  |              |       |       |  |
|  |               | Thunder Rosa  | Pin          |                 |                    |                    |  |              |             |             |  |              |       |       |  |
|  |               |               | Pin          |                 |                    |                    |  |              |             |             |  |              |       |       |  |
|  |               |               | Jamie Hayter | 10:33           |                    |                    |  |              |             |             |  |              |       |       |  |
|  | Anna Jay      | 5:52          | Jamie Hayter | 10:33           |                    |                    |  |              |             |             |  |              |       |       |  |
|  | Anna Jay      | 5:52          |              |                 |                    |                    |  |              |             |             |  |              |       |       |  |
|  | Jamie Hayter  | Pin           |              |                 |                    |                    |  |              |             |             |  |              |       |       |  |
|  | Jamie Hayter  | Pin           |              |                 |                    |                    |  | Thunder Rosa | 11:00       |             |  |              |       |       |  |
|  |               |               |              |                 |                    |                    |  | Thunder Rosa | 11:00       |             |  |              |       |       |  |
|  |               |               | Jade Cargill | Pin             |                    |                    |  |              |             |             |  |              |       |       |  |
|  |               |               | Jade Cargill | Pin             |                    |                    |  |              |             |             |  |              |       |       |  |
|  |               |               |              |                 |                    |                    |  |              |             |             |  |              |       |       |  |
|  |               |               |              |                 |                    |                    |  |              |             |             |  |              |       |       |  |
|  |               | Jade Cargill  | Pin          |                 |                    |                    |  |              |             |             |  |              |       |       |  |
|  |               |               | Pin          |                 |                    |                    |  |              |             |             |  |              |       |       |  |
|  |               |               | Red Velvet   | 9:47            |                    |                    |  |              |             |             |  |              |       |       |  |
|  | The Bunny     | 3:31          | Red Velvet   | 9:47            |                    |                    |  |              |             |             |  |              |       |       |  |
|  | The Bunny     | 3:31          |              |                 |                    |                    |  |              |             |             |  |              |       |       |  |
|  | Red Velvet    | Pin           |              |                 |                    |                    |  |              |             |             |  |              |       |       |  |
|  | Red Velvet    | Pin           |              |                 |                    |                    |  |              |             |             |  | Jade Cargill | Pin   |       |  |
|  |               |               |              |                 |                    |                    |  |              |             |             |  | Jade Cargill | Pin   |       |  |
|  |               |               | Ruby Soho    | 11:22           |                    |                    |  |              |             |             |  |              |       |       |  |
|  |               |               | Ruby Soho    | 11:22           |                    |                    |  |              |             |             |  |              |       |       |  |
|  |               |               |              |                 |                    |                    |  |              |             |             |  |              |       |       |  |
|  |               |               |              |                 |                    |                    |  |              |             |             |  |              |       |       |  |
|  |               | Nyla Rose     | Sub          |                 |                    |                    |  |              |             |             |  |              |       |       |  |
|  |               |               | Sub          |                 |                    |                    |  |              |             |             |  |              |       |       |  |
|  |               |               | Hikaru Shida | 11:27           |                    |                    |  |              |             |             |  |              |       |       |  |
|  | Hikaru Shida  | Pin           | Hikaru Shida | 11:27           |                    |                    |  |              |             |             |  |              |       |       |  |
|  | Hikaru Shida  | Pin           |              |                 |                    |                    |  |              |             |             |  |              |       |       |  |
|  | Serena Deeb   | 11:04         |              |                 |                    |                    |  |              |             |             |  |              |       |       |  |
|  | Serena Deeb   | 11:04         |              |                 |                    |                    |  | Nyla Rose    | 14:36       |             |  |              |       |       |  |
|  |               |               |              |                 |                    |                    |  | Nyla Rose    | 14:36       |             |  |              |       |       |  |
|  |               |               | Ruby Soho    | Pin             |                    |                    |  |              |             |             |  |              |       |       |  |
|  | Penelope Ford | 8:46          | Ruby Soho    | Pin             |                    |                    |  |              |             |             |  |              |       |       |  |
|  | Penelope Ford | 8:46          |              |                 |                    |                    |  |              |             |             |  |              |       |       |  |
|  | Ruby Soho     | Pin           |              |                 |                    |                    |  |              |             |             |  |              |       |       |  |
|  | Ruby Soho     | Pin           |              | Kris Statlander | 10:12              |                    |  |              |             |             |  |              |       |       |  |
|  |               |               |              | Kris Statlander | 10:12              |                    |  |              |             |             |  |              |       |       |  |
|  |               |               | Ruby Soho    | Pin             |                    |                    |  |              |             |             |  |              |       |       |  |
|  |               |               | Ruby Soho    | Pin             |                    |                    |  |              |             |             |  |              |       |       |  |
|  |               |               |              |                 |                    |                    |  |              |             |             |  |              |       |       |  |
|  |               |               |              |                 |                    |                    |  |              |             |             |  |              |       |       |  |
|  |               |               |              |                 |                    |                    |  |              |             |             |  |              |       |       |  |
|  |               |               |              |                 |                    |                    |  |              |             |             |  |              |       |       |  |

## Campeonas

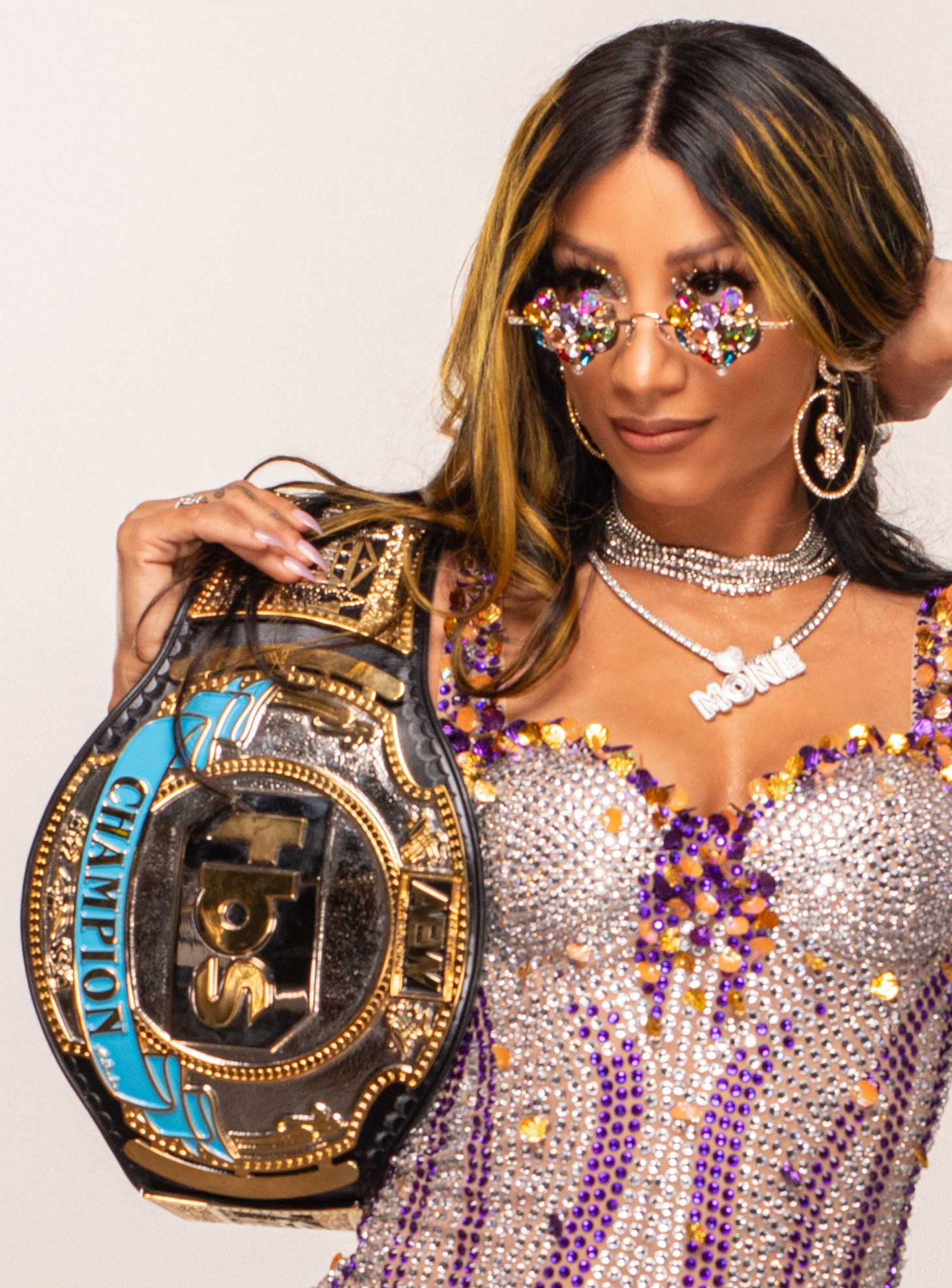
La campeona actual, Mercedes Moné.

La campeona inaugural fue Jade Cargill, quien derrotó a Ruby Soho en la final de un torneo el 5 de enero de 2022 en Dynamite. Desde entonces ha habido 5 campeonas en la misma cantidad de reinados.
Jade Cargill ostenta el reinado más largo, con 508 días. Por otro lado, Willow Nightingale posee el reinado más corto, con 35 días. 
En cuanto a la edad, Mercedes Moné es la campeona más vieja, con 32 años. En tanto, Julia Hart es la más joven, con 22 años.
Por último, en cuanto al peso, Willow Nightingale es la campeona más pesada, con 83 kilogramos, mientras que Mercedes Moné es la más liviana, con 52 kilos.

### Campeona actual
La actual campeona es Mercedes Moné, quien se encuentra en su primer reinado. Moné ganó el título luego de derrotar a la excampeona Willow Nightingale el 26 de mayo de 2024 en Double or Nothing.
Moné registra hasta el 15 de agosto de 2025 las siguientes defensas televisadas:
1. vs. Skye Blue (29 de mayo de 2024, Dynamite)
2. vs. Zeuxis (12 de junio de 2024, Dynamite)
3. vs. Stephanie Vaquer (30 de junio de 2024, Forbidden Door)
4. vs. Nyla Rose (17 de julio de 2024, Dynamite)
5. vs. Hikaru Shida (14 de agosto de 2024, Dynamite)
6. vs. Dr. Britt Baker D.M.D. (25 de agosto de 2024, All In)
7. vs. Hikaru Shida (7 de septiembre de 2024, All Out)
8. vs. Emi Sakura (8 de octubre de 2024, Dynamite: Title Tuesday)
9. vs. Queen Aminata (16 de octubre de 2024, Dynamite)
10. vs. Kris Statlander (23 de noviembre de 2024, Full Gear)
11. vs. Anna Jay (18 de diciembre de 2024, Dynamite: Holiday Bash)
12. vs. Kris Statlander (28 de diciembre de 2024, Worlds End)
13. vs. Yuka Sakazaki (29 de enero de 2025, Dynamite)
14. vs. Harley Cameron (15 de febrero de 2025, Grand Slam: Australia)
15. vs. Momo Watanabe (9 de marzo de 2025, Revolution)
16. vs. Billie Starkz (19 de marzo de 2025, Dynamite)
17. vs. Reyna Isis (22 de mayo de 2025, Collision)
18. vs. Mina Shirakawa (2 de julio de 2025, Dynamite 300)

### Lista de campeonas
| N.º | Campeona           | Lucha                   | Lucha             | Lucha                   | Estadísticas | Estadísticas | Notas y referencias |
| N.º | Campeona           | Fecha                   | Evento            | Ubicación               | Reinado      | Días         | Notas y referencias |
| --- | ------------------ | ----------------------- | ----------------- | ----------------------- | ------------ | ------------ | --- |
| 1   | Jade Cargill       | 5 de enero de 2022      | Dynamite          | Newark, Nueva Jersey    | 1            | 508          | Derrotó a Ruby Soho en la final de un torneo. Es el reinado más largo en la historia de AEW.                                                                      |
| 2   | Kris Statlander    | 28 de mayo de 2023      | Double or Nothing | Paradise, Nevada        | 1            | 174          | Derrotó a Jade Cargill en un reto abierto después de que está última derrotará a Taya Valkyrie, Cargill perdió su invicto para que el marcador terminará en 60-1. |
| 3   | Julia Hart         | 18 de noviembre de 2023 | Full Gear         | Los Angeles, California | 1            | 155          | Derrotó a Kris Statlander y Skye Blue. |
| 4   | Willow Nightingale | 21 de abril de 2024     | Dynasty           | San Luis, Misuri        | 1            | 35           | [ 12 ] |
| 5   | Mercedes Moné      | 26 de mayo de 2024      | Double or Nothing | Paradise, Nevada        | 1            | 446+         | [ 13 ] |

### Total de días con el título
La siguiente lista muestra el total de días que una luchadora ha poseído el campeonato, si se suman todos los reinados que posee. Actualizado a la fecha del 15 de agosto de 2025.
| + | Indica a la campeona actual |

| N.º | Luchadora          | Reinados | Total de días |
| --- | ------------------ | -------- | ------------- |
| 1   | Jade Cargill       | 1        | 508           |
| 2   | Mercedes Moné      | 1        | 446+          |
| 3   | Kris Statlander    | 1        | 174           |
| 4   | Julia Hart         | 1        | 155           |
| 5   | Willow Nightingale | 1        | 35            |